# سگ آفریقا
سگ آفریقا (نام علمی: Afrocyon) نام یک سرده از تیره سگ خرسی است.